# Al Capone
Alphonse Gabriel Capone (17. ledna 1899 Brooklyn, New York – 25. ledna 1947 Palm Beach, Florida) byl jedním z nejznámějších šéfů organizovaného zločinu v USA. Působil ve 20. letech 20. století. Přestože se má za to, že měl na svědomí vraždy mnoha desítek lidí, žádná z vražd mu nikdy nebyla prokázána.

## Mládí
Alphonse Capone (ital. Alfonso Capone, zkráceně Al) se narodil italským imigrantům v Brooklynu dne 17. ledna 1899. Jeho otec Gabriele Capone byl holič a matka Teresina Raiola pracovala jako švadlena. Do Spojených států se Al Caponovi rodiče přistěhovali z Neapole v roce 1894. Dohromady měli sedm synů a dvě dcery: James (Vincenzo), Ralph (Raffaele), Frank (Salvatore), Alphonse (Al), John (Erminio), Albert (Umberto) a Matthew (Amedeo), Rose a Mafalda.
Dva z Alphonsových bratrů, Ralph a Frank, se k němu připojili v kriminální činnosti, ostatní si většinou změnili jména a s těmito záležitostmi nechtěli mít nic společného.
Ve škole Alphonse Capone absolvoval pouze několik tříd, jeho docházka však byla nevalná, proto 2x propadl, ale bylo mu to jedno. Ve 14 letech školu opustil, protože si řekl, že se bude radši potloukat po ulicích New Yorku než sedět ve škole. Ředitel často posílal rodičům dopisy kvůli synovu chování, posléze jej ze školy vyhodil, protože Alphonse zbil svou učitelku, která mu vrazila pár pohlavků (jak stálo v dopise, který škola zaslala rodičům). Po odchodu ze školy se živil příležitostnými pracemi a postupně byl členem několika brooklynských pouličních gangů. Kradl cigarety a alkohol a bojoval se členy ostatních gangů.
Jeho vzorem byl Johnny Torrio, který se později odstěhoval do Chicaga. Caponeho pak zaměstnal Frankie Yale. Pracoval v jeho podniku jako barman a vyhazovač. Tam také v létě roku 1917 přišel ke svým jizvám na levé tváři, podle kterých dostal přezdívku “Scarface”. Pořezal ho Frank Gallucio poté, co měl Al Capone nevhodné poznámky vůči jeho sestře. Al Capone se pak musel omluvit a Gallucio mu zaplatil za zranění odškodnění. V pozdější době Al Capone Gallucia dokonce zaměstnával.
V roce 1918 se Al Capone seznámil s Irkou Mary (Mae) Josephine Coughlin. 4. prosince 1918 se jim narodil syn Albert Francis Capone, kterému říkali “Sonny”. Jeho kmotrem byl Johnny Torrio. 30. prosince 1918 měli Al a Mary svatbu.
Koncem roku 1919 se Yale a Torrio dohodli, že by se měl Al Capone přestěhovat do Chicaga – byl zapleten do boje s jiným brooklynským gangem a bylo tedy moudřejší, aby odjel. V té době měl mít Al Capone za sebou dvě vraždy.

## Chicago
V Chicagu 20. a 30. let 20. století byla činnost mafie velmi rozšířená. Al Capone začal pracovat pro Torria v organizaci, kterou vedl Torriův strýc Jim Colosimo a jež měla v té době kolem 800 členů.
Dne 16. ledna 1920 začala prohibice, která trvala až do roku 1933. Měla za cíl potlačit alkoholismus a zvýšit tak produktivitu práce v továrnách. Jejím důsledkem však byl rozkvět organizovaného zločinu, jehož nejvýnosnější aktivitou se stalo právě pašování alkoholu a obchod s ním.
Dne 11. května 1920 pomohl Al Capone Torriovi zabít Jima Colosima. Na vraždě se měl podílet i Frankie Yale. Torrio se tak ujal vedení organizace.
V roce 1922 už byl Capone Torriovou pravou rukou, byl zodpovědný za obchod s alkoholem a řízenou prostituci v Chicagu.
V březnu roku 1925 se Torrio zotavoval z těžkých zranění a rozhodl se odejít na odpočinek. Vedení organizace předal Alu Caponemu.
Al Capone si získal pověst chladnokrevného a brutálního člověka, který se vyznal v boji s nožem, uměl dobře střílet a nevyhýbal se ani pěstním konfliktům. Na veřejnosti si však budoval pověst úspěšného obchodníka se starým nábytkem, který rád a hodně rozdával chudým a potřebným. Stal se populárním i díky tomu, že občanům mohl zajistit tehdy tolik žádaný alkohol.
Kromě alkoholu a prostituce kontroloval Al Capone hazardní hry a dostihy, vyhýbal se však obchodu s drogami. Bál se, že by to mohlo jeho organizaci zruinovat. Al Capone měl vliv a styky, uplácel úředníky, soudce, politiky i policii. Jeho organizace byla velká a bohatá.
V roce 1927 vešel v platnost zákon, podle kterého se musely zdanit i nelegální příjmy. To dovolovalo stíhat lidi za daňový únik v případě, že příjmy nepřiznali nebo za nelegální aktivity v případě, že takové příjmy přiznali. Tento zákon se měl stát zbraní proti Alu Caponemu – žádné těžké zločiny mu totiž policie nemohla dokázat.
V době své největší moci byl Al Capone často terčem útoků, několikrát se ho pokoušeli zabít, ale útoky skončily vždy neúspěšně.
Dne 1. července 1928 byl zastřelen Frankie Yale, Alův někdejší šéf z Brooklynu. Vraždu nařídil Al Capone.

## Masakr na Den svatého Valentýna
Dne 14. února 1929 měl Al Capone nařídit vraždu několika mužů konkurenčního gangu. Akce se stala známou jako Masakr na Den svatého Valentýna. Al Capone chtěl tehdy dostat především svého rivala Bugse Morana.
Celou operaci řídil Caponeho přítel, Jack McGurn, který sám měl s Moranem nevyřízené účty. Bylo sjednáno, že Moran koupí určité množství kvalitní whisky za velmi výhodnou cenu. K předání mělo dojít 14. února 1929 dopoledne v jedné garáži. Kolem 10:30 hod k místu přijelo policejní auto. V té době bylo v garáži šest členů Moranova gangu a jeden jejich přítel. Moran sám měl zpoždění. Když přicházel, spatřil policejní vůz a schoval se. To mu zachránilo život.
Z auta vystoupili dva policisté a tři muži v civilu. Byli to převlečení Caponeho muži. Do garáže vešli nejprve falešní policisté a všichni přítomní si mysleli, že se jedná o obyčejnou policejní razii. Nekladli žádný odpor. Na požádání složili zbraně a seřadili se všichni s rukama za hlavou čelem ke zdi. Nato se objevili muži v civilu a začala palba, při níž mělo být vystříleno kolem 150 nábojů ráže 45.
Z garáže pak vyšli falešní policisté a před nimi s rukama nad hlavou ti muži v civilu. Všichni pak nasedli do auta a odjeli. Obyvatelé přilehlých domů, kteří si něčeho všimli, si mysleli, že policie dopadla pachatele, a ani je tedy nenapadlo volat policii.
Když na místo přijela skutečná policie, našli člověka, který ještě nějakou dobu dýchal. Byl to Frank Gusenberg. Na otázku, kdo po něm střílel, však řekl, že nebude vypovídat.
Al Capone sám byl v době incidentu na Floridě a Jack McGurn měl také dobré alibi. Bugs Moran se pak veřejně vyjádřil v tom smyslu, že jen Al Capone může mít na svědomí takovou vraždu. Tím však porušil mafiánský zákon omerty a v podsvětí ztratil svůj vliv a postavení.

## Začátek konce
Roku 1930 plánoval výlet do ČSR, který musel ale zrušit. Dne 23. dubna 1930 byl v Chicagu publikován seznam veřejných nepřátel. Bylo na něm 28 jmen a Al Capone byl na prvním místě.
Od 16. května 1929 do 17. března 1930 byl Al Capone ve vězení za nelegální držení zbraně. Těchto deset měsíců strávil jako privilegovaný vězeň ve speciálně upravené cele. Dál řídil své obchody a mohl přijímat návštěvy. Odsouzen byl sice na jeden rok, byl ale propuštěn za dobré chování.
Al Capone sám pod svým jménem nic nevlastnil, všechno měl napsáno na své nejdůležitější lidi. Všechny Caponeho obchody byly prováděny prostřednictvím třetích osob. S pomocí nastrčeného agenta se však podařilo shromáždit důkazy proti Alu Caponemu o porušení zákona o přiznání daně z příjmu. Mužem, který předložil důkazy o Caponeho příjmech, byl Edward Joseph O'Hare. (V roce 1939, kdy byl Al Capone propuštěn z vězení, byl O'Hare zastřelen.)
Dne 5. června 1931 byla na Ala Caponeho podána žaloba za krácení daně ve výši 200 000 dolarů. Byla to suma velmi nízká, jednalo se však o částku, která byla prokazatelná.
Dne 16. června 1931 začal soud. Al Capone chtěl nejdříve uzavřít dohodu o tom, že se přizná a dostane mírný trest. Soudce však byl proti takovéto dohodě a Al Capone tedy tvrdil, že je nevinen.
Al Capone se snažil podplatit porotu, ale soudce na poslední chvíli všech 12 členů poroty vyměnil.
Dne 17. října 1931 byl Al Capone uznán vinným v pěti bodech z celkových 23.
Dne 24. října 1931 padl rozsudek – Al Capone byl odsouzen k 11 letům vězení, měl zaplatit pokutu 50 000 dolarů, dále soudní náklady (necelých 8 000 dolarů) a dlužnou daň za roky 1925–1929 (215 000 dolarů plus úroky z prodlení).

## Vězení
Dne 4. května 1932 byl Al Capone poslán do vězení v Atlantě ve státě Georgie. Celu tam měl poměrně luxusně zařízenou, mohl dál vést své obchody a přijímat návštěvy.
Dne 18. srpna 1934 byl převezen do ostrovní věznice Alcatraz u pobřeží Kalifornie. Jeho vězeňské číslo bylo AZ-85, ale kvůli ztrátě záznamů nelze zjistit, ve které cele věznice pobýval. Tam byl od okolního světa naprosto izolován a dozorci se také snažili o to, aby Al Capone neměl žádný vliv na své spoluvězně.
V té době nastal pád Caponeho říše. Al Capone ztratil veškerou moc a kontrolu nad svou organizací. Prohibice již byla zrušena a aktivity mafie se musely radikálně změnit. Místo alkoholu se začalo obchodovat s drogami.
Caponeho psychický a fyzický stav se rapidně zhoršil. Naplno se projevila jeho nemoc – syfilis, kterou se v mládí nakazil. Jako její následek nastala u Ala Caponeho demence.
Kvůli své nemoci a také za dobré chování byl 16. listopadu 1939 z vězení předčasně propuštěn. Do jara 1940 byl ještě léčen v baltimorské nemocnici, poté se uchýlil na své sídlo na Floridě. Do Chicaga už se nikdy nevrátil.
Pro společnost již Al Capone nepředstavoval žádnou hrozbu. Caponeovým nástupcem byl jeden z jeho hlavních mužů, Frank Nitti.

## Smrt
Al Capone po návratu z nemocnice dál bojoval s následky syfilidy, měl nenávratně poškozený mozek a dožíval v péči svých příbuzných. Dne 21. ledna 1947 měl záchvat mrtvice. Za tři dny dostal těžký zápal plic a druhý den, 25. ledna 1947, zemřel na infarkt.
Pohřben byl nejprve v Chicagu na hřbitově Mount Olivet mezi hroby svého otce a bratra Franka. V březnu 1950 byl převezen na hřbitov Mount Carmel.

## Význam
Al Capone je dnes považován za typického představitele mafiánského bosse, je symbolem americké mafie 20. let 20. století. Capone však vstoupil do již zavedené organizace, kterou sám nevybudoval a jeho moc nebyla tak velká, jak se mu často přisuzuje.
V té době existovalo několik dalších lidí, kteří měli daleko větší vliv než Al Capone (např. Lucky Luciano). Na rozdíl od něj se ale vyhýbali novinářům, nenechávali se fotit, nedělali rozhovory a neukazovali se veřejnosti. Al Capone se naopak rád stavěl do role ochránce lidí. Rozdával například polévku lidem v chudinských čtvrtích, podporoval ostatní Italo-Američany a pomáhal jiným cizincům. Novináře zval často k sobě domů.